# Acyrtops amplicirrus
Acyrtops amplicirrus är en fiskart som beskrevs av Briggs, 1955. Acyrtops amplicirrus ingår i släktet Acyrtops och familjen dubbelsugarfiskar. IUCN kategoriserar arten globalt som livskraftig. Inga underarter finns listade i Catalogue of Life.